# گلیم سنه (سنندج)
گلیم سِنَه کردستان یکی از مشهورترین گلیم‌های کردستان است که در حال حاضر شامل سنندج و اطراف آن می‌شود.
بسیاری از طرح‌ها به ویژه طرح گلیم‌های قبایل سنجابی و جاف تحت تأثیر آویزهای زربافت و قلاب دوزی شدهٔ صفوی‌ها است، که آنان نیز به نوبهٔ خود از کارهای دستی و هنری هندوستان الهام گرفته‌اند.
این میراث حتی در قالی‌های گره دار سِنَه نیز که شبیه فرش‌های مغول است و طرح‌های خود را از منسوجات هندوستان اقتباس کرده‌اند، مشاهده می‌شود.
پیچک‌های گل دار نواری شکل که در قرن نوزدهم در منسوجات کشمیر بسیار رایج بوده، در کارهای دستی صحنه به چشم می‌خورد.
گلیم‌های سِنَه چه از نظر فنی و چه از نظر زیبایی‌شناسی با دیگر گلیم‌هایی که توسط قبایل و چادرنشینان کرد بافته شده، تفاوت دارد.

## دسته بندی
به‌طور کلی آن‌ها را از نظر ترکیب‌بندی می‌توان به سه دسته تقسیم کرد:
- تکرار مکرر طرح‌های گل‌دار
- در این گروه گل‌ها ظریف تر شده و ترنجی مجزا در مرکز آن قرار دارد.
- سجاده‌هایی که به علت داشتن محراب پیازی شکل از سجاده‌های دیگرکشورها متمایزند.

## وجه تسمیه
سِنَه ( نام قدیمی سنندج) از زمان سلطنت صفویان پایتخت کردستان بوده و همیشه مرکز کارگاه‌های قالی‌ها و گلیم‌های کردستان به‌شمار می‌رود.
در کتاب گلیم ترجمه فارسی نوشته ی هال و ویووسکا کلمه ی Sine به اشتباه صحنه ترجمه شده‌است که با هماهنگی مترجم خانم نیلوفر الفت شایان اصلاح گردید.